# Madrapour
 (juin 2020).
Si vous disposez d'ouvrages ou d'articles de référence ou si vous connaissez des sites web de qualité traitant du thème abordé ici, merci de compléter l'article en donnant les références utiles à sa vérifiabilité et en les liant à la section « Notes et références ».
Madrapour est un roman de l'écrivain français Robert Merle, paru en 1976 aux Éditions du Seuil. Il s'agit du huitième roman de l'auteur. 

## Résumé
Le roman raconte l'aventure des passagers d'un avion à direction de Madrapour. L’hôtesse et les quinze passagers découvrent que l'avion est sans pilote et directement contrôlé par le mystérieux Sol. Lors de la première partie du voyage, deux hindous braquent l'avion et dépouillent les passagers de leurs biens. Conformément à leur exigence et leurs menaces, ils sont débarqués dans un lieu inconnu et glacial pendant la nuit. L'avion redécolle alors. 

## Personnages
Le narrateur du roman est le linguiste Sergius Vladimir. Il parle une quinzaine de langues et est caractérisé par son physique simiesque. 
L'avion comprend aussi l’hôtesse, un couple hindou, M. Chrestopoulos, M. Pacaud et son beau frère M. Bouchoix, Mr. Blavatski, M. Caramans, Mme Murzec, Mrs. Boyd et Mrs. Banister, Robbie, Manzoni, Michou et Mme Edmonde. 

## Thèmes abordés
Comme plusieurs autres romans de Robert Merle, Madrapour aborde la question de l'individu face au collectif. On y retrouve également l'intérêt de l'auteur pour mettre l'individu dans des conditions assez extrêmes où sa vraie nature est amenée à se révéler (voir par exemple l'Île ou Malevil). 
D'autre part, plusieurs thématiques philosophiques sont abordés dans le roman comme le destin, le sens de la vie, le sens de la mort, la présence ou l'absence d'un Dieu et de ses conséquences. Il est fait mention à plusieurs reprises de "la roue du temps" à laquelle aucun des passagers de l'avion ne semble prêt à échapper excepté les deux Hindous. 

## Éditions
- Madrapour, Éditions du Seuil, Paris, 1976, 318 p.,  (ISBN 2-02-004358-0), (BNF 34557408).
- Première édition au format de poche : Madrapour, Éditions Gallimard, coll. « Folio » no 972, Paris, 1977, 405 p.,  (ISBN 2-07-036972-2), (BNF 34705937).
- Deuxième édition au format de poche : Madrapour, Éditions du Seuil, coll. « Points - Roman » no 510, Paris, 1992, 340 p.,  (ISBN 2-02-014598-7), (BNF 35501027).
- Troisième édition au format de poche : Madrapour, Éditions du Seuil, coll. « Points - Roman » no 589, Paris, 1999, 340 p.,  (ISBN 2-02-033651-0), (BNF 37006498).